# Anastasios Chatzigiovanis
Anastasios Chatzigiovanis (griechisch Αναστάσιος Χατζηγιοβάνης, * 31. Mai 1997 in Mytilini) ist ein griechischer Fußballspieler.

## Karriere
Anastasios Chatzigiovanis begann seine Laufbahn bei Odysseas Elytis, einem Amateurverein aus Lesbos. 2013 wechselte er zu den Junioren von Panathinaikos Athen, bei denen er 2016 einen Profivertrag bei der ersten Mannschaft erhielt. Seinen ersten Pflichtspieleinsatz hatte Chatzigiovanis am 3. November 2016, als er im Rahmen eines UEFA Europa League Spiels gegen Standard Lüttich in der 77. Minute eingewechselt wurde. In der Rückrunde der Saison 2017/2018 etablierte sich Chatzgiovannis bei Panathinaikos als Stammspieler. 2022 gewann er mit dem griechischen Fußballpokal den ersten Titel in seiner Karriere als Profi. Am 24. Mai 2022 vermeldete der türkische Erstligist MKE Ankaragücü die Verpflichtung Chatzgiovannis. Dort absolvierte er in den folgenden zwei Jahren 71 Pflichtspiele und traf dabei sieben Mal ins Tor. Im Sommer 2024 folgte dann der Wechsel zum Ligarivalen und Aufsteiger Eyüpspor.

## Nationalmannschaft
Von 2017 bis 2018 bestritt Chatzgiovanisinsgesamt zwölf Partien für die griechischen U-21 Auswahl und erzielte dabei einen Treffer. Am 11. November 2020 absolvierte er dann auch sein erstes A-Länderspiel für die Herren-Nationalmannschaft beim 2:1-Heimsieg im Test gegen Zypern.

## Erfolge
- Griechischer Pokalsieger: 2022